# Gangarides vittipalpis
Gangarides vittipalpis är en fjärilsart som beskrevs av Walker 1869. Gangarides vittipalpis ingår i släktet Gangarides och familjen tandspinnare. Inga underarter finns listade i Catalogue of Life.